# Поховальний будинок (Маріуполь)
Поховальний будинок, Маріуполь — спеціалізований заклад для організації поховальних церемоній.

## Історія
Сучасний Маріуполь виник шляхом поєднання у єдину агломерацію різних поселень, відокремлених одне від одного. Кожне з поселень мало власне кладовище. Тому в Маріуполі на початку 21 століття існує декілька кладовищ, створених на околицях колишніх історичних поселень і розташованих у різних районах міста.
Найбільше з них — Старокримське кладовище на Володарському шосе. Там і вибудовано Поховальний будинок Маріуполя. Підготовка до поховання померлого в умовах житлових будинків давно не відповідає санітарно-гігієнічним нормам і вкрай небезпечно у випадках тяжких інфекційних хвороб (сибірка, чума, застарілий сифіліс, відкриті форми туберкульозу тощо). Підготовка до поховання має велике і небажане психічне навантаження на мешканців великих родин з дітьми чи хворими. Перевезення померлого до Поховального будинку зменшує ці небажані наслідки і надає умови для урочистого проведення церемонії на третій, нежитловій і нецерковній території.

## Закордонна практика, що стає і українською
Створення Поховальних будинків — давня практика в різних західноєвропейських країнах. Проектування і побудова поховальних комплексів — давня практика західноєвропейських архітектурних конкурсів ще з початку 19 ст. Відтепер власний Поховальний будинок має і Маріуполь, перший серед подібних в Україні. Він вибудований коштом приватної фірми поховальних послуг «Скорбота».
Крематорій за індивідуальним проектом був побудований і в місті Київ. Крематорій в Маріуполі — четвертий в Україні і єдиний перший, вибудований в країні після 1991 року.

## Поховальний комплекс у Маріуполі
Поховальний будинок Маріуполя має три зали для церемоній — одну велику і дві малі. Окремо з торця споруди обладнали холодильні комори для померлих, котрих двадцять. Загальна площа поховального комплексу — 700 м кв.
В окремому приміщенні розташували буфет для очікувачів і рідних померлого та туалети для відвідувачів поховальних церемоній.
Існує невелике відділення для придбання вінків, свічок тощо. Поховальний будинок обладнаний і власним крематорієм. На черзі побудова і колумбарію для збереження урн з прахом.
Поховання відбуваються двома засобами — у землю та шляхом кремації.
Вартість кремації та поховання невідомих, самотніх та фінансово неспроможних буде сплачувати міська рада Маріуполя власним коштом.